# Konowały (gromada)
Konowały – dawna gromada, czyli najmniejsza jednostka podziału terytorialnego Polskiej Rzeczypospolitej Ludowej w latach 1954–1972.
Gromady, z gromadzkimi radami narodowymi (GRN) jako organami władzy najniższego stopnia na wsi, funkcjonowały od reformy reorganizującej administrację wiejską przeprowadzonej jesienią 1954 do momentu ich zniesienia z dniem 1 stycznia 1973, tym samym wypierając organizację gminną w latach 1954–1972.
Gromadę Konowały z siedzibą GRN w Konowałach utworzono – jako jedną z 8759 gromad – w powiecie białostockim w woj. białostockim, na mocy uchwały nr 11/V WRN w Białymstoku z dnia 4 października 1954. W skład jednostki weszły obszary dotychczasowych gromad Konowały, Izbiszcze, Śliwno, Kruszewo i Pańki ze zniesionej gminy Barszczewo w tymże powiecie. Dla gromady ustalono 13 członków gromadzkiej rady narodowej.
31 grudnia 1959 do gromady Konowały przyłączono wieś Rogowo, PGR Rogowo i kolonię Rogowo-Kolnia ze zniesionej gromady Rogowo.
Gromada przetrwała do końca 1972 roku, czyli do kolejnej reformy gminnej.